# Cavatore
Cavatore är en ort och kommun i provinsen Alessandria i regionen Piemonte i Italien. Kommunen hade 269 invånare (2018).